# Matteo Simonelli
Matteo Simonelli   (Roma, c. 1618 - Roma, 20 de setembre de 1696) fou un compositor italià, fill del pintor Giuseppe Simonelli. Fou mestre de capella de diverses esglésies de Roma, on va tenir molts alumnes, entre ells a Giovanni Maria Casini. Va compondre molta música religiosa.